# Busksnabbvinge
Busksnabbvinge, Satyrium pruni, är en fjärilsart i familjen juvelvingar. Vingspannet varierar mellan 30 och 35 millimeter, på olika individer.

## Beskrivning
Hanen och honan är lika varandra. Ovansidan är ganska mörkt brun. I bakkanten på bakvingen finns orange fläckar som ligger tätt och bildar ett vågigt band. Honan har också ett liknande band på sidokanten på framvingen, men med mycket svagare orange färg. På bakvingen finns ett kort utskott. Undersidan är ljusare brun med ett starkare orange band med svarta fläckar i bakkanten på bakvingen. Tvärs över både fram- och bakvingen finns en smal vit linje. Larven är grön och blir upp till 15 millimeter lång.
Värdväxter för busksnabbvingen är arter i plommonsläktet, i Sverige och västra Europa framför allt slån.

## Utbredning
Busksnabbvingen förekommer i Mellaneuropa, mindre Asien, Sibirien, området kring Amur samt i Korea och Japan. Den finns i sydöstra Finland och i sydöstra Sverige upp till Öland. Dess habitat är skogsbryn och skogsgläntor med höga buskar.